# Valentina Novak
Ne zamenjujte z osebo: Valentina Smej Novak
Valentina Novak, slovenska pedagoginja, pedagoška svetovalka, dramaturginja, lektorica, urednica. * 20. januar 1985, Murska Sobota.
Odraščala je na Pertoči (Goričko, Prekmurje). Gimnazijo je obiskovala v Murski Soboti. Končala je na Filozofski Fakulteti Univerze v Ljubljani.
Med 2008 in 2009 je bila lektorica RTV Slovenija, hkrati tudi dramaturginja v Mestnem gledališču v Ljubljani od 2005 do 2009. Kot učiteljica slovenščine je delovala na Gornji Radgoni in Tišini. Od leta 2018 je nastala učiteljica in pedagoška svetovalka na Gornjem Seniku (Slovensko Porabje, Madžarska), v Osnovni šoli Jožefa Košiča. Od 24. aprila 2022 je višja svetovalka pri Zavodu Republike Slovenije za šolstvo.